# 琥珀の間
座標: 北緯59度42分57秒 東経30度23分44秒 / 北緯59.71583度 東経30.39556度
琥珀の間（こはくのま、ロシア語: Янтарная комната ヤンタールナヤ・コームナタ）とは、ロシア連邦のサンクトペテルブルクにあるエカテリーナ宮殿内の一室である。その名の通り、部屋全体の装飾が琥珀で出来ており、これは世界で唯一のものである。
琥珀が第二次世界大戦のレニングラード包囲戦中にドイツ軍に持ち去られたため、琥珀の間は失われていたが、1979年から始まった復元作業により、2003年に琥珀の間は完全に復元された。

## 琥珀の間の成立

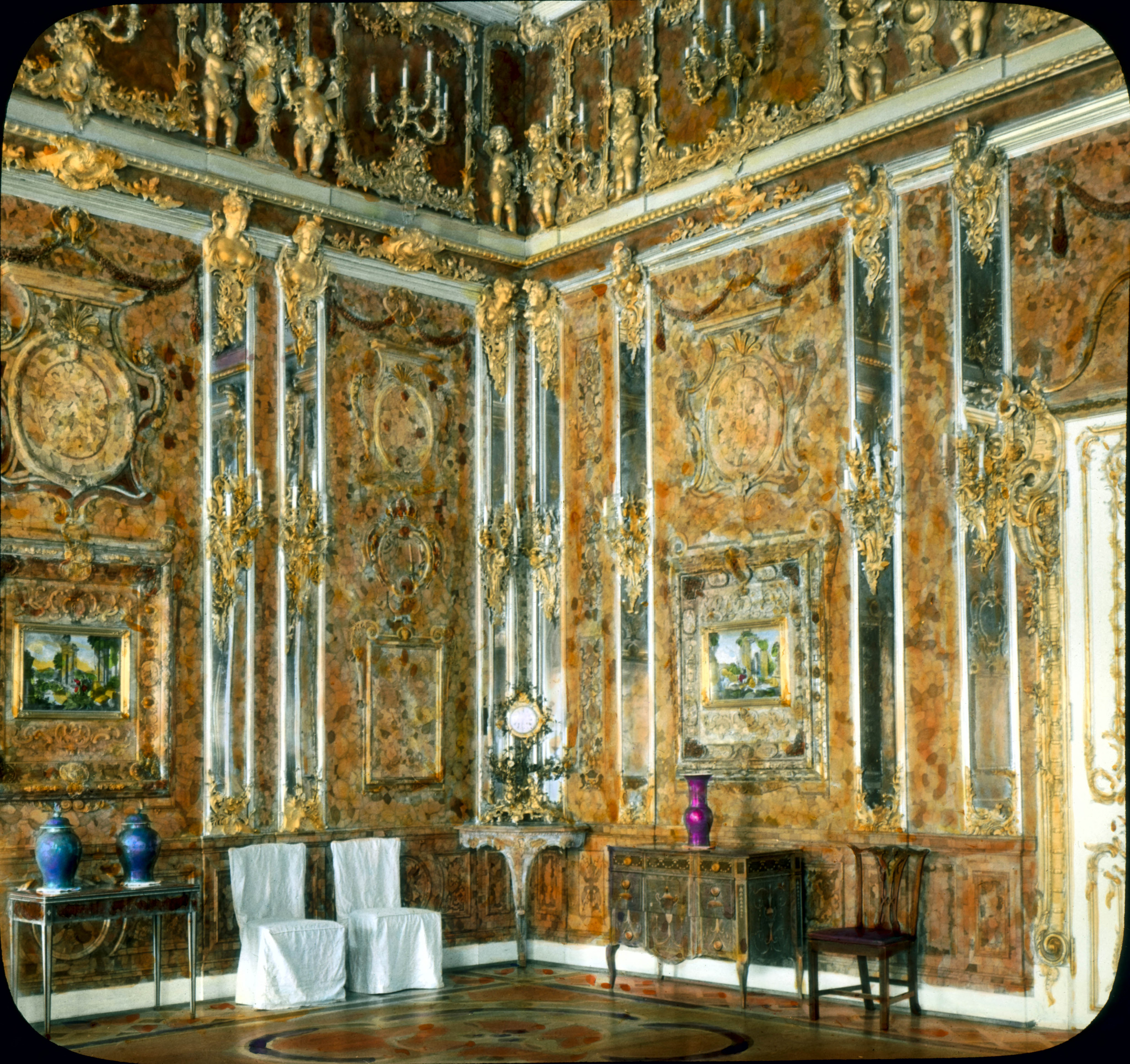
琥珀の間の手彩色写真、1931年撮影

琥珀の間に使用された装飾は、ロシア西欧化の基礎を築いたピョートル大帝がプロイセン王、フリードリヒ・ヴィルヘルム1世から譲り受けた装飾が元になっている。
琥珀の間の原型とも言える「琥珀の部屋」はプロイセンで構想された。バロック彫刻家・建築家のアンドレアス・シュリューターによって設計され、琥珀細工の名匠らの手によって制作が開始された。当時のプロイセン王フリードリヒ1世は、琥珀の部屋の装飾、独創性を好んだという。しかし、フリードリヒ1世は琥珀の部屋の完成を見ることなく、この世を去っている。
その後、琥珀の部屋の装飾はフリードリヒ1世の子、フリードリヒ・ヴィルヘルム1世の時代に、ピョートル大帝が所望し、贈られることとなる。しかし、装飾はすぐに組み立てられることはなく放置された。
ピョートル大帝の死後、即位したエリザヴェータは自国文化の更なる西欧化を図ったが、冬宮（現在のエルミタージュ美術館）の改築の際に、放置されていた装飾は宮殿の謁見の間の装飾として、ロシアで作られた装飾と共に利用された。こうして、当初のプロイセンで構想された琥珀の部屋より大きく広い空間となった。この時点で琥珀の間としては完成していたと考えられる。
その後、琥珀の間は夏宮に移された。完成は1770年、エカチェリーナ2世の時代であった。エカチェリーナ2世は琥珀の間をことのほか愛し、部外者の立ち入りを禁止していたという。

## 琥珀の間の消滅
第二次世界大戦中の1941年6月、ナチス・ドイツは独ソ不可侵条約を破り、当時ソビエト連邦となっていたロシアに侵攻した。7月にはドイツ軍はレニングラードと名を変えたサンクトペテルブルクへと進撃し、9月には近郊のエカテリーナ宮殿へ入ることとなる。その後、宮殿内にあった多くの美術品と共に琥珀の間の装飾は略奪された。ドイツによる侵攻先での美術品の略奪は、ヒトラー総統による新美術館の建築のためであった。
琥珀の間の装飾はケーニヒスベルク（現ロシア領カリーニングラード）に運ばれた。そして、ケーニヒスベルク城の博物館で保管されることになる。
琥珀の間は、暫くケーニヒスベルクで展示されたが、イギリス空軍の空爆にあい、琥珀は全て消滅したとされている。また、難民とともに撃沈されたヴィルヘルム・グストロフ号に積み込まれていたという噂もあった。

## 琥珀の間の復元

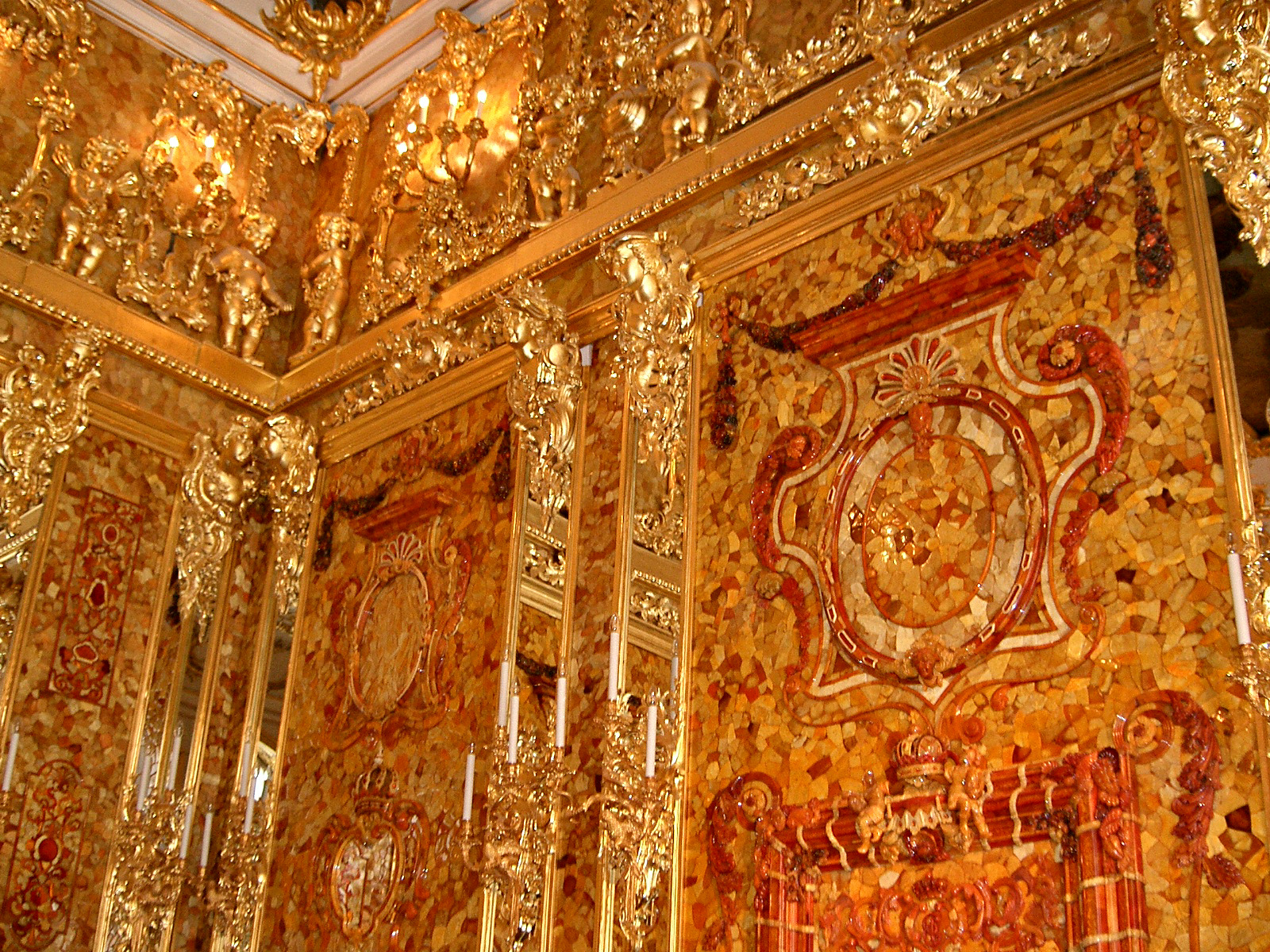
2003年に再建された琥珀の間

第二次世界大戦後、戦争中に破壊されたエカテリーナ宮殿は修復が進められていたが、琥珀の間は琥珀そのものが失われていたため、その復元については手の施しようがなかった。その後、1979年から琥珀の間の修復が開始されることとなる。修復の際には、琥珀の間に関する視覚的資料がほとんど残されていなかったため、復元は困難を極めることとなった。
復元にあたった人々の地道な作業が実り、2003年に24年の歳月をかけた修復が完了し、フランスのエヴィアンサミットに先立って世界の首脳に披露された。